# Fabrique Nationale
Fabrique Nationale (slovensko Državna tovarna, kratica FN) je vodilna belgijska kooperacija s področja pehotne oborožitve.

## Najbolj znani produkti
- puškomitraljez FN Minimi
- brzostrelka FN P90
- jurišna puška FN F2000
- polavtomatska pištola FN Five-seveN
- polavtomatska pištola FN HP
- univerzalni mitraljez FN MAG
- protimaterialna ostrostrelna puška PGM Hecate II
- ostrostrelna puška PGM Ultima ratio